# 伊藤伝七 (11代目)

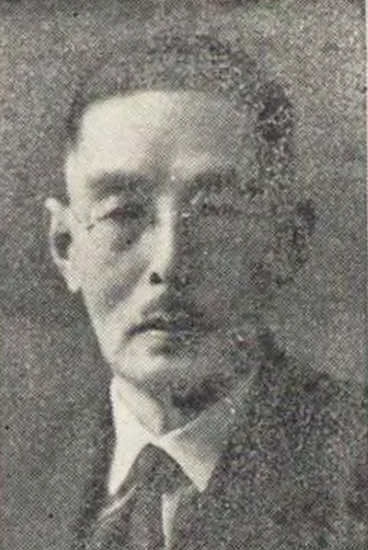
11代 伊藤伝七

11代 伊藤 伝七（いとう でんしち、1878年（明治11年）10月 - 1960年（昭和35年）6月26日）は、三重県四日市市出身の実業家。三岐鉄道社長や東洋紡績会長、志摩電鉄社長、貴族院議員等を歴任した。10代目伊藤伝七の甥で養子。

## 年譜
1878年（明治11年）10月に10代目伊藤伝七の弟・伝平の子・栄治郎（栄次郎とも）として生まれる。10代目伝七の二女せきの夫となり、伊藤家の家督を相続して11代目伊藤伝七を襲名する。1899年（明治32年）に高等商業学校（現在の一橋大学）を卒業した。1910年（明治43年）7月に三岐鉄道株式会社の創立委員長となる。藤原岳にセメントの原料となる石灰岩がある事に注目した浅野セメントと小野田セメントの2大企業が、原料の確保とセメント製品の陸上運搬のために鉄道敷設を計画し、「藤原鉄道」と「員弁鉄道」の2つをそれぞれ候補名にして鉄道敷設免許の申請を昭和2年度に三重県に提出した。地元四日市の有力者の伊藤伝七（伊藤傳七）の仲介によって両鉄道の構想が一本化されて、「三岐鉄道株式会社」と改称することが決定し、初代社長には伊藤伝七が就任した。
1939年（昭和14年）12月東洋紡績会長に就任。1941年（昭和16年）三重県多額納税者として補欠選挙で貴族院多額納税者議員に互選され、同年5月10日に就任し、研究会に所属し1947年（昭和22年）5月2日の貴族院廃止まで在任。同年7月には三岐鉄道の社長となる。財界のその他の要職には志摩電鉄社長となる。公職追放を経て（1950年（昭和25年）追放解除）、紡績産業の発展に貢献し、四日市市内の中小企業の育成にも尽力した。
1951年（昭和26年）11月20日、三重県に昭和天皇の戦後巡幸があった際には、自宅を天皇の行在所（宿舎）として提供した。

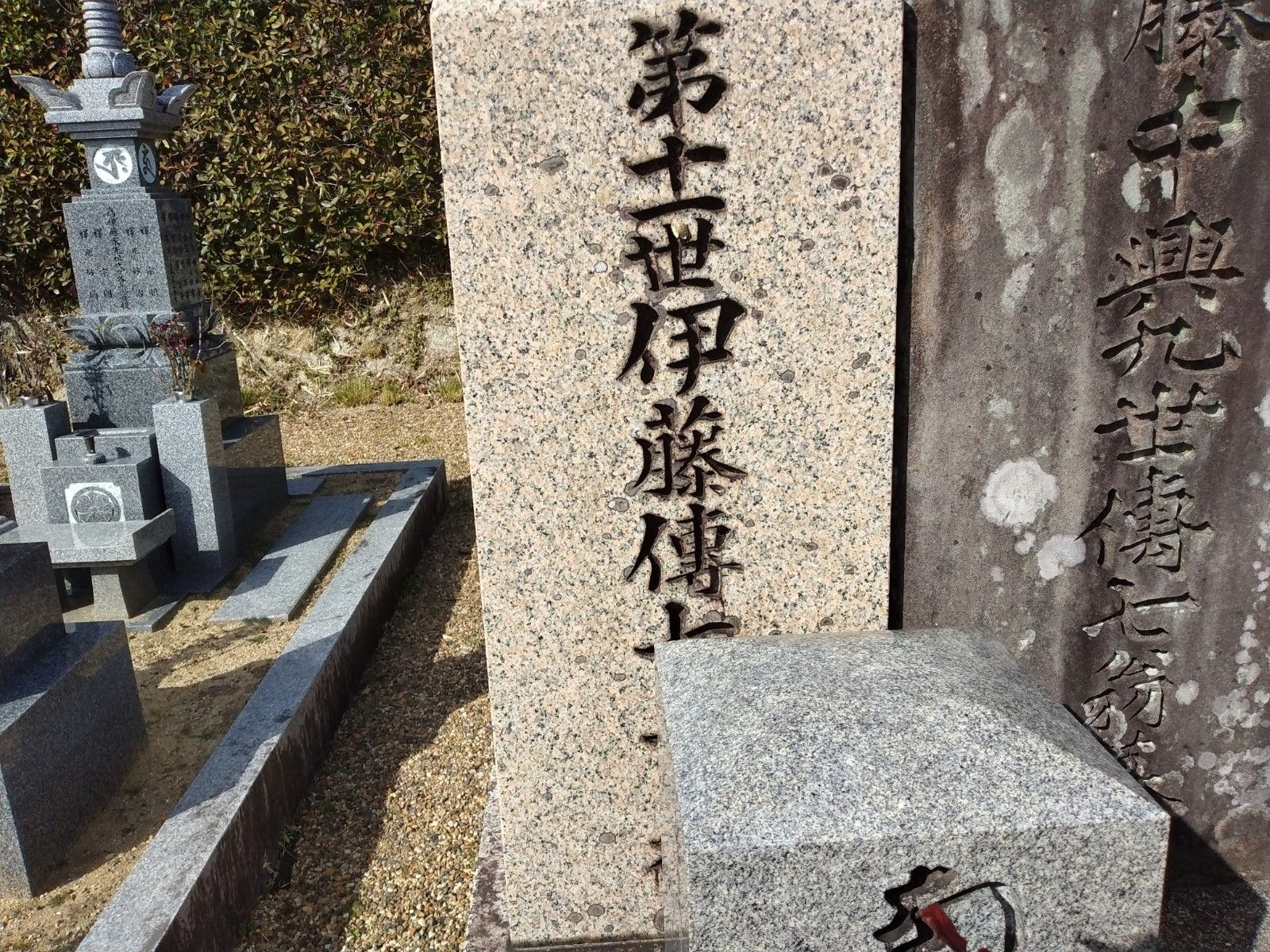
伊藤伝七(十一代)の墓(四日市市室山連合墓地)

四日市市内の産業の近代化と軽工業から重工業で転換する工業化を推進した。近代都市四日市市の先駆けとなった紡績など繊維工業を発展させた先代伊藤伝七の哲学や理念を継承して、紡績工業・鉱工業を育成した。私財を投資して三岐鉄道の近鉄富田駅～西藤原駅間の日本横断鉄道の開設計画を実現させるなど、北勢地方の交通運輸の発展に貢献した。長期間に渡り四日市商工会議所会頭としての重責を果たした。四日市市内の中小企業の育成に力を入れ、四日市市立商工学校（三重県立四日市工業高等学校の前身）の建設など四日市市の教育産業の育成や文化産業に発展に力を注いだ。1959年（昭和34年）9月21日に四日市市によって四日市市名誉市民に推挙される。